# Oh Yeah (album)
Albums de Charles Mingus
Reincarnation of a Lovebird
(1960) The Black Saint and the Sinner Lady
(1963)
 Oh Yeah est un album de Charles Mingus.

## Descriptif
Oh Yeah marque un bref retour du bassiste chez Atlantic alors qu’il enregistre déjà pour Columbia et Candid Records. Il s’ensuit une session extrêmement libre et vivante qui se démarque par la présence du truculent Roland Kirk et le fait que Mingus ne joue pas une note de basse, préférant s’installer au piano et participer vocalement jusqu’à chanter le blues sur quelques morceaux.

## Titres
Tous les titres sont composés par Charles Mingus.
1. Hog Callin' Blues (7:27)
2. Devil Woman (9:42)
3. Wham Bam Thank You Ma’am (4:43)
4. Ecclusiastics (6:59)
5. Oh Lord Don’t Let Them Drop That Atomic Bomb on me (5:43)
6. Eat That Chicken (4:38)
7. Passions Of a Man (4:56)
8. «Old» Blues For Walt’s Torin (7:58)
9. Peggy’s Blue Skylight (9:49)
10. Invisible Lady (4:48)

## Musiciens
- Charles Mingus – Piano et voix
- Rahsaan Roland Kirk – Flûte traversière, sirène, saxophone ténor, manzello, strich
- Booker Ervin – Saxophone Ténor
- Jimmy Knepper – Trombone
- Doug Watkins – Basse
- Dannie Richmond – Batterie